# Джентъл Джайънт
„Джентъл Джайънт“ (на английски: Gentle Giant) е английска прогресив рок група, активна между 1970 и 1980 година.
Групата е известна с усложнеността на своята музика и разнопосочните музикални умения на своите членове – всички те, с изключение на Малкълм Мортимър, свирят на множество инструменти. Макар да няма голям търговски успех тя си създава общност от ентусиазирани почитатели.
Музиката на „Джентъл Джайънт“ е смятана за сложна и по мерките на прогресив рока, включвайки влияния от широк кръг музикални традиции, сред които фолклор, соул, джаз и класическа музика. За разлика от много други прогресив рок групи по това време, класическите влияния в работите им отиват отвъд музиката на Романтизма, включвайки елементи на средновековна, барокова и модернистична камерна музика. Текстовете им често имат обща тематика, вдъхновена не само от личен опит, но и от философията и от произведения на автори като Франсоа Рабле и Роналд Лейнг.
През 2015 година „Джентъл Джайънт“ са отличени с награда на списание „Прог“ за цялостен принос.

## История

### Сформиране
Ядрото на бъдещата група „Джентъл Джайънт“ са трима братя – Фил Шулман (роден 1937), Дерек Шулман (роден 1947) и Рей Шулман (1949 – 2023). Те са с шотландско-еврейски произход, като Фил и Дерек са родени в Горбалс, по това време бедно предградие на Глазгоу. По-късно семейството се премества в Портсмът в Англия, където е роден Рей. Баща им е музикант в армията, който след това става джаз тромпетист, насърчава синовете си да се учат да свирят на различни инструменти и по-късно и тримата стават мултиинструменталисти. В началото на 60-те години Дерек и Рей започват да се интересуват от ритъм енд блус и сформират своя група. Фил първоначално действа като техен мениджър, а след това и самият той се включва в групата.
Към 1966 година групата на Шулман – първоначално наричана „Хаулинг Улвс“, а след това „Роуд Рънърс“ – приема името „Саймън Дюпри енд дъ Биг Саунд“ и се ориентира към соул и поп музика. Като водещ вокалист и фронтмен Дерек Шулман използва псевдонима Саймън Дюпри, Фил свири на саксофон и тромпет, а най-малкият брат Рей – на китара и цигулка. По това време през групата за кратко преминава като пианист известният по-късно Елтън Джон, а в един от записите им участва като гост актьорът Дъдли Мур. Групата подписва договор с издателя „И Ем Ай Рекърдс“ и записва няколко не много успешни сингъла, след което под натиска на издателя се насочва към психеделичната музика. Така през есента на 1967 година сингълът им Kites влиза в първите десет на британската класация, а малко по-късно издават албума Without Reservation.
Успехът само засилва недоволството на братята Шулман, които се виждат като блуайд соул певци и гледат на промяната в стила си като на неискрена и повърхностна. По-късно Дерек Шулман описва Kites като „пълен боклук“. Мнението им се затвърждава от неуспеха на последвалите Kites сингли. Опитвайки се да се откъснат от новия си имидж, в края на 1968 година те издават под псевдонима „Моулс“ двойния сингъл We Are the Moles (parts 1 & 2). Той задълбочава кризата на идентичността им, тъй като сингълът поражда слух, че „Моулс“ всъщност са „Бийтълс“ с Ринго Стар като водещ вокалист.
През 1969 година братята Шулман разпускат групата, за да напуснат поп средата, която им е неприятна. Те не се връщат направо към ритъм енд блус или соул музиката, а избират по-сложно решение. По-късно Рей Шулман описва ситуацията така: Знаехме, че не можем да продължил с дотогавашните музиканти. Нямахме интерес към другите музиканти в групата - те не можеха да допринесат с нищо. Трябваше да ги учим какво да правят. Ставаше доста трудно, когато можехме да свирим на барабани по-добре от барабаниста и дори при записи го правехме все по-често. Ставаше глупаво да имаме такава група. Първият въпрос беше да намерим музикант от по-високо качество.

## Участници
- Дерек Шулман
- Фил Шулман (1970 – 1972)
- Рей Шулман
- Гари Грийн
- Кери Миниър
- Мартин Смит (ударни 1970 – 1971)
- Малкълм Мортимър (ударни 1971 – 1972)
- Джон Уедърс (ударни 1972 – 1980)

## Дискография
- Gentle Giant (1970)
- Acquiring The Taste (1971)
- Three Friends (1972)
- Octopus (1972)
- In A Glass House (1973)
- The Power And The Glory (1974)
- Free Hand (1975)
- Interview (1976)
- Playing The Fool (1977, live)
- The Missing Piece (1977)
- Giant For A Day (1978)
- Civilian (1980)